# كاتارينا كيرلاخ
كاتارينا كيرلاخ (بالألمانية: Katharina Gerlach)‏ هي لاعب كرة مضرب ألمانية، ولدت في 19 فبراير 1998 في إسن في ألمانيا.

## وصلات خارجية
- كاتارينا كيرلاخ على موقع رابطة محترفات التنس (الإنجليزية)
- كاتارينا كيرلاخ على موقع الاتحاد الدولي لكرة المضرب (الإنجليزية)
- كاتارينا كيرلاخ على موقع خلاصة التنس.كوم (الإنجليزية)
- كاتارينا كيرلاخ على موقع إي إس بي إن.كوم (الإنجليزية)